# Lirio Barberi
Lirio Barberi (Forte dei Marmi, 10 gennaio 1914 – fronte russo, gennaio 1943) è stato un militare e medico italiano.

## Biografia
Nasce a Forte dei Marmi penultimo di nove figli di Rodolfo Barberi e Maria Ida Gobitta nella casa di Via Stagio Stagi n°54.
Avviato dai genitori agli studi e alle arti, li proseguì con dedizione a Forte dei Marmi e al Liceo Classico di Viareggio fino alla Laurea in Medicina, perseguita presso il Collegio Nazionale Medico della Scuola Normale Superiore e dell'Università di Pisa, con il voto di 110 e lode per una tesi discussa il 14 luglio 1939 sui Reperti Emato-Midollari nell'Anemia da Malaria Cronica, relatore il professor Cataldo Cassano, Direttore dell'Istituto di Patologia Speciale Medica e Metodologia Clinica.
Dopo la Laurea, grazie ad una borsa di studio si trasferì a Budapest per la specializzazione. Gli eventi bellici lo fecero tornare in Italia, dove il 16 ottobre 1941 venne confermato, su proposta del Direttore dell'Istituto di Patologia Medica e Metodologia Clinica, Assistente Volontario per l'anno scolastico 1941/1942. Arruolato come Ufficiale Medico uscì dalla Scuola di Sanità Militare di Firenze a Costa San Giorgio col grado di Sottotenente Medico e fu assegnato prima all'Ospedale Militare di Livorno, poi inviato sul Fronte Russo.
Venne aggregato al III Gruppo Artiglieria a Cavallo Divisione Celere. Il 13 maggio 1942 giunse a Vienna, poi a Leopoli e quindi fino al fronte. In seguito, per anzianità, venne promosso al grado di Tenente Medico. La sera del 10 dicembre 1942 il Reggimento Artiglieria a Cavallo era stato messo a disposizione del Corpo d'Armata Alpino. Il Tenente Barberi prese parte a tutte le battaglie di logoramento sul Don, dove le truppe sovietiche attaccavano quelle italiane, le quali tennero sempre le postazioni assegnate loro. Nei giorni 14, 15 e 16 dicembre le forze russe, trenta volte superiori a quelle italiane, sfondando nel settore della Cosseria e Ravenna con un movimento di accerchiamento, costrinsero le nostre truppe, dopo aver inflitto loro gravissime perdite di uomini e di mezzi, ad iniziare la disastrosa ritirata dal Don, mentre gli Alpini ricevettero l'ordine di resistere ancora agli attacchi delle forze sovietiche.
Nei giorni 16 e 17 gennaio 1943 i russi cominciarono la grande offensiva contro le nostre truppe che erano rimaste attestate sul Don a Podgornoje. L'attendente del tenente Barberi, Morgantini, fece sapere che loro erano aggregati alla 2ª Divisione Alpina "Tridentina" in uno dei reparti costretti a rimanere in linea fino all'estremo sacrificio, per rallentare l'avanzata delle truppe sovietiche. Sempre Morgantini raccontò che i cannoni sparavano ad alzo zero quando il Ten. Barberi gli ordinò di andarsene, ed egli così fece, mentre Lirio rimase a curare i tanti feriti che imploravano aiuto. All'appello del 31 gennaio 1943, dopo le battaglie del 26, 27, e 28 gennaio 1943 di Valujki e del 26 di Nikolajewka, il tenente Lirio Barberi fu dichiarato "disperso in combattimento".

## Memoria
- Nella palazzo della Sapienza dell'Università di Pisa, in Via Curtatone e Montanara, nel loggiato superiore, a fianco dell'ingresso dell'Aula Magna, il suo nome è inciso su una grande lapide insieme ad altri studenti e docenti dell'Ateneo di Pisa caduti durante la guerra.
- Nel paese di Forte dei Marmi, nel quale Lirio Barberi è nato e ha vissuto, gli alpini del gruppo locale, a lui intitolato, gli hanno dedicato una targa, posta sul muro di cinta della casa paterna in via Stagio Stagi.[2][4] Il suo nome è iscritto anche sulla lapide commemorativa ai caduti della prima e della seconda guerra mondiale posta sulla facciata del palazzo comunale.[6]